# Zuzanna Chwastek
Zuzanna Leonia Chwastek, coniugata Audiejus (30 marzo 1940 – 27 settembre 2021), è stata una cestista polacca.

## Carriera
Con la Polonia ha disputato i Campionati europei del 1964.